# أرت كروغر
أرت كروغر (بالإنجليزية: Art Kruger)‏ هو لاعب كرة قاعدة أمريكي، ولد في 16 مارس 1881 في سان أنطونيو في الولايات المتحدة، وتوفي في 28 نوفمبر 1949.

## وصلات خارجية
- أرت كروغر على موقع دوري كرة القاعدة الرئيسي (الإنجليزية)
- أرت كروغر على موقعبيزبول رفرنس.كوم (الدوري الرئيسي) (الإنجليزية)
- أرت كروغر على موقعبيزبول رفرنس.كوم (الدوري الثانوي) (الإنجليزية)